# Іларіон (Кочергін)
Єпископ Іларіон (в миру Василь Михайлович Кочергін; нар.. 1884, Київ — пом. 24 листопада 1965) — єпископ Російської православної церкви, єпископ Хмельницький і Кам'янець-Подільський.

## Біографія
У 1907 році закінчив Київську духовну семінарію. У 1914 році закінчив історико-філологічний факультет Університету святого Володимира.
У перші роки радянської влади керував хором в одній з церков у Києві.
Потім до 1941 року працював на різних цивільних посадах.
У 1941 році, в умовах окупації, висвячений на священика до Вознесенської церкви на Деміївці в Києві.
З відкриттям в 1947 році Київської духовної семінарії одночасно працював у ній викладачем. Овдовів, в 1948 році прийняв чернецтво.
21 жовтня 1949 року рішенням Священного Синоду обраний єпископом Уманським, вікарієм Київської єпархії.
13 листопада 1949 року в Києві хіротонізований на єпископа Уманського, вікарія Київської єпархії . Чин хіротонії здійснювали: митрополит Київський і Галицький Іоанн (Соколов), єпископ Херсонський і Одеський Никон (Петін) та єпископ Чернігівський і Ніжинський Яків (Заїка).
17 березня 1950 року доручено тимчасове управління Мукачівською і Ужгородською єпархії. 22 липня того ж року затверджений єпископом Мукачівським і Ужгородським.
Проводив організаційну діяльність із впровадження до колишніх греко-католицьких парафій православного богослужбового чину. З цією метою зайнявся ознайомленням духовенства з особливостями православного статуту. У своєму зверненні від 24 травня 1950 року відзначав: «Ворог роду людського… захопив їх в горезвісну унію, негідну російській людині помилками, як в сфері догми, так і в сфері обрядів. Позбавлені єдності з Православною церквою, деякі з закарпатців забули було хто вони, до якого народу належать, забули свою мову. Від втрати віри батьків сталася велика шкода».
Турботами єпископа Іларіона в 1950 році був оновлений чоловічий Свято-Успенський монастир при архієрейському будинку, ставши його настоятелем. Всієї братії налічувалося 17 осіб: 2 ігумена, 14 ієромонахів, 1 послушник. Всі ієромонахи, крім одного канцеляриста, перебували на парафіях.
Намагався протистояти політиці радянської влади, спрямованої на ослаблення православ'я, закриття церков і дискримінації духовенства. Заявляв про порушення радянського законодавства про культ з боку місцевих органів влади, високе оподаткування духовенства, зазначаючи, що фінансові органи свідомо завищували доходи священиків, щоб накласти на них вищий податок. Протестував проти оподаткування монастирів та парафій непосильними податками на землю і будівлі, а також виступав проти вилучення церковної власності . Проте, закриття храмів уникнути не вдалося. Перш за все, влада вирішила скоротити кількість чоловічих монастирів як центрів підготовки православного духовенства. У вересні 1952 року був ліквідований Іоанно-Предтеченський чоловічий скит в селі Дубрівка.
Указом № 570 від 13 травня 1954 року Іларіон (Кочергін) утворив при єпархіальному управлінні ставленицьку комісію. До неї входили: ігумен Василій (Пронін), ієромонах Дорофей (Филип) та ін. Комісія збиралася в Мукачівському монастирі для прийому іспитів тричі на рік. Тим, хто пройшов випробування видавалася офіційна довідка, що вони здали іспити в обсязі Пасторально-богословських курсів. Незабаром це благе починання було скасовано, згідно «рекомендації» уповноваженого у справах Руської Церкви в Закарпатській області, що надійшла до Москви з цього приводу.
5 вересня 1956 року призначений єпископом Хмельницький і Кам'янець-Подільський.
14 серпня 1961 року звільнений від управління Хмельницькою єпархією. Звільнено на спокій.